# Distretto di Radyvyliv
Il distretto di Radyvyliv (in ucraino Радивилівський район?, Radyvylivs'kyj rajon) era un distretto dell'Ucraina, situato nell'oblast' di Rivne, con capoluogo Radyvyliv. È stato soppresso in seguito alla riforma amministrativa del 2020.